# Bobby Phills
Bobby Ray Phills II (Baton Rouge, 20 dicembre 1969 – Charlotte, 12 gennaio 2000) è stato un cestista statunitense, professionista nella NBA e in Spagna.

## Carriera
Nativo di Baton Rouge, ha frequentato la Southern University per tutti e quattro gli anni del corso di laurea. Come "senior" (giocatore al quarto, ed ultimo, anno di college) nella stagione 1990-91 Phills è stato il primo giocatore della nazione per tiri da tre segnati, classificandosi quarto miglior marcatore con 28,4 punti di media e tredicesimo nei recuperi con 3,2 per gara. Selezionato dai Milwaukee Bucks al secondo turno del Draft NBA del 1991, venne però tagliato dalla squadra già a dicembre, senza giocare neanche una partita con quell'uniforme. Si unì agli Sioux Falls Skyforce della Continental Basketball Association, tenendo una media di 23,1 punti, prima di firmare per i Cleveland Cavaliers verso la fine della stagione.
Coi Cavaliers ha giocato 10 partite nella stagione 1991-92, rimanendo nel roster l'anno successivo ed apparendo in 31 gare. La stagione 1993-94 vide Phills emergere come un solido giocatore NBA: giocò 72 partite, segnando 8,3 punti di media. Membro fisso del backcourt di Cleveland, nel 1994-95 finì con 11,0 punti di media: per la prima volta in doppia cifra. Continuò a migliorare nel 1995-96, sviluppando un consistente tiro dalla lunga distanza (44,1% da tre) che gli permise di portare la sua media punti a 14,6. Ciò in cui eccelleva restava comunque la difesa, e proprio quell'anno entrò nel secondo quintetto difensivo della lega: Michael Jordan indicò Phills come uno dei cinque avversari più duri da lui incontrati.
Dopo un altro ottimo anno con Cleveland, nell'estate del 1997 firmò da free agent con gli Charlotte Hornets, i quali, mentre costruivano una delle migliori squadre dell'Eastern Conference, videro in Bobby Phills il veterano giusto per guidare la squadra ed il "defensive stopper" da opporre a Jordan nei playoff: nonostante un infortunio che lo costrinse a saltare le prime 20 gare di stagione regolare, segnò comunque 10,4 punti a partita, quarta stagione consecutiva in doppia cifra, migliorandosi l'anno successivo, 1998-99, stagione del "lockout", con 14,3.
Alla vigilia della stagione 1999-2000, chiese al coach Paul Silas di spostarlo nel ruolo di sesto uomo, in modo da poter far giocare insieme Anthony Mason ed il nuovo acquisto degli Hornets, Derrick Coleman: giocò 28 partite, con una media di 13,6 punti, ma soprattutto tanta leadership e formando un giovanissimo Baron Davis.

## Morte
Il 12 gennaio 2000, poco dopo aver terminato la seduta mattutina di allenamento degli Hornets, ha perso il controllo della sua Porsche 911, schiantandosi contro uno spartitraffico e successivamente contro un'altra automobile, che a sua volta è finita contro un furgone. Phills è morto sul colpo, mentre gli occupanti degli altri veicoli sono stati ricoverati in condizioni non gravi. Il giocatore, che stava facendo una gara di velocità con il compagno di squadra David Wesley, stava viaggiando a circa 160 km/h al momento dell'incidente.
Il 9 febbraio 2000 gli Hornets hanno ritirato la maglia numero 13 in sua memoria.

## Statistiche

### College
| Anno      | Squadra          | PG  | PT | MP   | TC%  | 3P%  | TL%  | RP  | AP  | PRP | SP  | PP   |
| --------- | ---------------- | --- | -- | ---- | ---- | ---- | ---- | --- | --- | --- | --- | ---- |
| 1987-1988 | Southern Jaguars | 23  | -  | 6,9  | 49,1 | 42,9 | 71,4 | 1,8 | 0,3 | 0,3 | 0,1 | 3,7  |
| 1988-1989 | Southern Jaguars | 31  | -  | 29,8 | 43,1 | 34,4 | 73,3 | 4,6 | 1,8 | 1,8 | 0,1 | 13,5 |
| 1989-1990 | Southern Jaguars | 31  | -  | 30,2 | 45,1 | 37,3 | 65,7 | 4,3 | 2,9 | 2,1 | 0,3 | 20,1 |
| 1990-1991 | Southern Jaguars | 28  | -  | 35,2 | 40,6 | 34,8 | 72,0 | 4,7 | 1,9 | 3,2 | 0,5 | 28,4 |
| Carriera  | Carriera         | 113 | -  | 26,6 | 42,9 | 35,8 | 71,0 | 4,0 | 1,8 | 1,9 | 0,2 | 17,0 |

### NBA

#### Regular Season
| Anno      | Squadra             | PG  | PT  | MP   | TC%  | 3P%  | TL%  | RP  | AP  | PRP | SP  | PP   |
| --------- | ------------------- | --- | --- | ---- | ---- | ---- | ---- | --- | --- | --- | --- | ---- |
| 1991-1992 | Cleveland Cavaliers | 10  | 0   | 6,5  | 42,9 | 0,0  | 63,6 | 0,8 | 0,4 | 0,3 | 0,1 | 3,1  |
| 1992-1993 | Cleveland Cavaliers | 31  | 0   | 4,5  | 46,3 | 40,0 | 60,0 | 0,5 | 0,3 | 0,3 | 0,1 | 3,0  |
| 1993-1994 | Cleveland Cavaliers | 72  | 53  | 21,3 | 47,1 | 8,3  | 72,0 | 2,9 | 1,8 | 0,9 | 0,2 | 8,3  |
| 1994-1995 | Cleveland Cavaliers | 80  | 79  | 31,3 | 41,4 | 34,5 | 77,9 | 3,3 | 2,3 | 1,4 | 0,3 | 11,0 |
| 1995-1996 | Cleveland Cavaliers | 72  | 69  | 35,1 | 46,7 | 44,1 | 77,5 | 3,6 | 3,8 | 1,4 | 0,4 | 14,6 |
| 1996-1997 | Cleveland Cavaliers | 69  | 65  | 34,4 | 42,8 | 39,4 | 71,8 | 3,6 | 3,4 | 1,6 | 0,3 | 12,6 |
| 1997-1998 | Charlotte Hornets   | 62  | 61  | 30,4 | 44,6 | 38,6 | 75,7 | 3,5 | 3,0 | 1,3 | 0,3 | 10,4 |
| 1998-1999 | Charlotte Hornets   | 43  | 43  | 36,6 | 43,3 | 39,5 | 68,5 | 4,0 | 3,5 | 1,4 | 0,6 | 14,3 |
| 1999-2000 | Charlotte Hornets   | 28  | 9   | 29,5 | 45,4 | 33,0 | 72,3 | 2,5 | 2,8 | 1,5 | 0,3 | 13,6 |
| Carriera  | Carriera            | 467 | 379 | 28,7 | 44,3 | 39,0 | 73,8 | 3,1 | 2,7 | 1,3 | 0,3 | 11,0 |

#### Playoffs
| Anno     | Squadra             | PG | PT | MP   | TC%  | 3P%  | TL%  | RP  | AP  | PRP | SP  | PP   |
| -------- | ------------------- | -- | -- | ---- | ---- | ---- | ---- | --- | --- | --- | --- | ---- |
| 1992     | Cleveland Cavaliers | 5  | 0  | 2,4  | 44,4 | 0,0  | 75,0 | 1,2 | 1,0 | 0,2 | 0,0 | 2,2  |
| 1993     | Cleveland Cavaliers | 2  | 0  | 4,5  | 33,3 | -    | 100  | 0,0 | 0,0 | 0,0 | 0,0 | 2,0  |
| 1994     | Cleveland Cavaliers | 3  | 2  | 22,7 | 37,5 | 100  | 50,0 | 4,7 | 2,3 | 0,7 | 0,0 | 6,7  |
| 1995     | Cleveland Cavaliers | 4  | 4  | 36,5 | 44,2 | 57,1 | 75,0 | 3,0 | 1,5 | 2,3 | 0,0 | 14,3 |
| 1996     | Cleveland Cavaliers | 3  | 3  | 32,0 | 37,1 | 20,0 | 25,0 | 4,7 | 2,0 | 0,7 | 0,3 | 9,7  |
| 1998     | Charlotte Hornets   | 9  | 9  | 29,9 | 39,1 | 29,4 | 25,0 | 2,6 | 2,7 | 1,1 | 0,2 | 6,3  |
| Carriera | Carriera            | 26 | 18 | 23,1 | 39,9 | 33,3 | 60,0 | 2,7 | 1,8 | 0,9 | 0,1 | 6,8  |

## Palmarès
- CBA All-Rookie First Team (1992)
- NBA All-Defensive Second Team (1996)